# Jay Gatsby
Jay Gatsby est le personnage de fiction éponyme de Gatsby le Magnifique, roman de Francis Scott Fitzgerald publié en 1925.
Gatsby est un jeune homme fabuleusement riche vivant dans un manoir gothique de la ville fictive de West Egg dans l'État de New York, dans les années 1920. Il est célèbre pour les fêtes somptueuses qu'il donne chaque samedi soir, mais personne ne sait d'où il vient, ce qu'il fait, et comment il a fait fortune.

## Histoire
Jay Gatsby, de son vrai nom James Gatz, est né en 1890 dans le Dakota du Nord au sein d'une famille pauvre de paysans. Il est scolarisé au St Olaf College qu'il abandonne après quelques semaines seulement. C'est après avoir quitté l'école qu'il rencontre Dan Cody, un homme d'affaires ayant fait fortune dans le commerce de cuivre, à Little Girl Bay, au Lac Supérieur. Cody devient dès lors le mentor de Gatsby et l'enrôle avec lui, pour un périple long de 10 ans, à bord de son yacht. Durant ces années, Gatz change son nom pour Gatsby et apprend les codes du luxe et ses bonnes manières. Cody laisse à Gatsby un héritage de 25 000$ mais la maîtresse du magnat écarte le jeune Gatsby de ce legs. 
En 1917, alors qu'il est soldat dans l'infanterie, Gatsby, âgé de 27 ans, rencontre Daisy Fay, une jeune femme de 19 ans sa cadette. Elle est tout ce que Gatsby n'est pas : issue d'une bonne famille, riche et bien éduquée mais, en dépit de ces différences, Gatsby en tombe amoureux. 
Durant la Première Guerre Mondiale, Gatsby est promu au grade de major au sein du 16ème régime d'infanterie de l'armée américaine. Il est décoré pour sa participation aux batailles de la Marne et de l'Argonne. À l'issue de la guerre, il habite brièvement en Angleterre où il suit des cours à Oxford, au Trinity College. Durant cette période, alors qu'il n'est jamais parvenu à oublier Daisy, il reçoit une lettre de sa part l'informant qu'elle est désormais mariée au riche Tom Buchanan. Dès lors, Gatsby décide de devenir ce genre d'homme riche qui pourra s'attirer les faveurs de Daisy. Il va y dédier sa vie. 
Gatsby rentre aux Etats-Unis et s'installe dans un New York méconnaissable, largement transformé par l'époque Jazz. Il est sous-entendu, mais jamais confirmé, que Gatsby parvient à s'enrichir en profitant de la prohibition et fait fortune grâce à la contrebande en s'associant avec divers gangsters, comme Meyer Wolfsheim que Gatsby décrit comme « l'homme qui a truqué les World Series de 1919 ». 
Grâce à sa fortune, Gatsby achète un manoir de douze chambres à West Egg à Long Island, en face de East Egg, où Daisy Buchanan, son mari Tom et Pammy, leur fille de 3 ans, vivent. 
Dans son manoir, Gatsby organise une soirée publique chaque week-end pour attirer Daisy – dont il est amoureux – chez lui. Grâce à Nick Carraway, le cousin de cette dernière, Gatsby a enfin une chance de rencontrer Daisy. À la suite d'une série de rendez-vous et d'escapades, Gatsby tente de convaincre Daisy de quitter son mari Tom. 
Un soir, les Buchanan décident de sortir et Tom demande à Gatsby s'il peut emprunter sa fameuse Rolls Royce jaune. Ce dernier accepte et les accompagne. Sur le chemin, Tom fait un détour à une station service dans la « vallée des cendres », une partie délabrée de Long Island, pour remplir son réservoir et voir sa maîtresse, Myrtle Wilson. 
Alors que la soirée se poursuit dans une suite du Plaza, la conversation se transforme en une confrontation entre Daisy, Gatsby et Tom. Gatsby révèle alors que Daisy n'a jamais aimé Tom et qu'elle l'a épousé uniquement pour sa fortune. Il est convaincu qu'elle n'aime et n'a jamais aimé que lui. Daisy, mal à l'aise, admet qu'elle les a aimé tous deux, les rendant ainsi fous de colère. Avant que la situation ne dégénère, Gatsby reprend sa Rolls Royce et quitte les lieux accompagné de Daisy. Alors sur le chemin pour rejoindre Long Island, passant devant la station service de George Wilson, le mari de Myrtle, cette dernière, pensant voir arriver son amant Tom, se jette sur la Rolls Royce jaune. Daisy, qui est au volant, ne parvient pas à éviter la jeune femme et la tue sur le coup. Paniquée, elle décide de prendre la fuite. De retour à East Egg, Gatsby promet à Daisy d'endosser toute la responsabilité de cet accident, voulant la protéger.
Le mari de Myrtle, George Wilson, écœuré décide de se venger du meurtrier de sa femme. Il remonte jusqu'à la maison des Buchanan à East Egg. Manipulé par Tom, il croit tenir le meurtrier en la personne de Gatsby. Il l'abat alors qu'il est dans sa piscine, en train d'attendre désespérément un coup de téléphone de la part de Daisy, censée lui faire part de sa décision de le rejoindre et quitter Tom. 
De tous les amis de la haute société de Gatsby, seul Nick Carraway assiste à son enterrement. C'est à cette occasion que le père de Gatsby, Henry Gatz, révèle la véritable identité de son fils, qui s'appelle en vérité James Gatz.

## Biographie
James Gatz est un jeune américain né dans une famille germano-américaine. Sa vie est partiellement décrite dans le livre Gatsby Le Magnifique de F. Scott Fitzgerald. On y découvre un personnage riche et donnant souvent de somptueuses soirées dans sa demeure (inspirée par Beacon Towers). Étrange et sujet à de nombreuses rumeurs et controverses, il est un ancien officier de l'armée ayant servi pendant la Première Guerre mondiale. Il est aussi un ancien étudiant de l'université d'Oxford (cette information sera démentie par le personnage lui-même durant le roman).

## Fortune
Il est difficile d'évaluer la richesse de Jay Gatsby ou ses dépenses courantes décrites dans le roman de Scott Fitzgerald. Le compte en banque du personnage a souvent fasciné.
Grâce à des infographies réalisées on sait aujourd'hui précisément le montant dépensé par Gatsby pour être propriétaire de son domaine de Long Island, d'un hydravion et de plusieurs voitures. Au total l'estimation de sa fortune s'élève à 34 millions de dollars actuels soit environ 30 millions d'euros.

## Interprètes du personnage

### Cinéma
- 1926 : Gatsby le Magnifique (The Great Gatsby), de Herbert Brenon avec Warner Baxter
- 1949 : Le Prix du silence (The Great Gatsby), de Elliott Nugent avec Alan Ladd
- 1974 : Gatsby le Magnifique (The Great Gatsby), de Jack Clayton avec Robert Redford
- 2013 : Gatsby le Magnifique (The Great Gatsby), de Baz Luhrmann avec Leonardo DiCaprio

### Télévision
- 2000 : Gatsby le Magnifique, téléfilm de Robert Markowitz avec Toby Stephens

### Opéra
- 1999 : The Great Gatsby, opéra de John Harbison créé au Metropolitan Opera de New York avec Jerry Hadley dans le rôle-titre